# TRF1
Le canon tracté de 155 mm Tr F1 aussi simplement appelé TRF1 est un canon français de 155 mm et de 39 calibres. Il est mis en service en 1989 pour remplacer l'obusier Modèle BF-50 et est produit par GIAT (Groupement Industriel des Armements Terrestres) devenu Nexter. Il a pour caractéristique de pouvoir se déplacer seul grâce à un groupe auxiliaire de puissance qui assure aussi un chargement semi-automatique.
Le TRF1 est remplacé en France par le CAESAR mais reste en service dans d'autres pays. 

## Historique

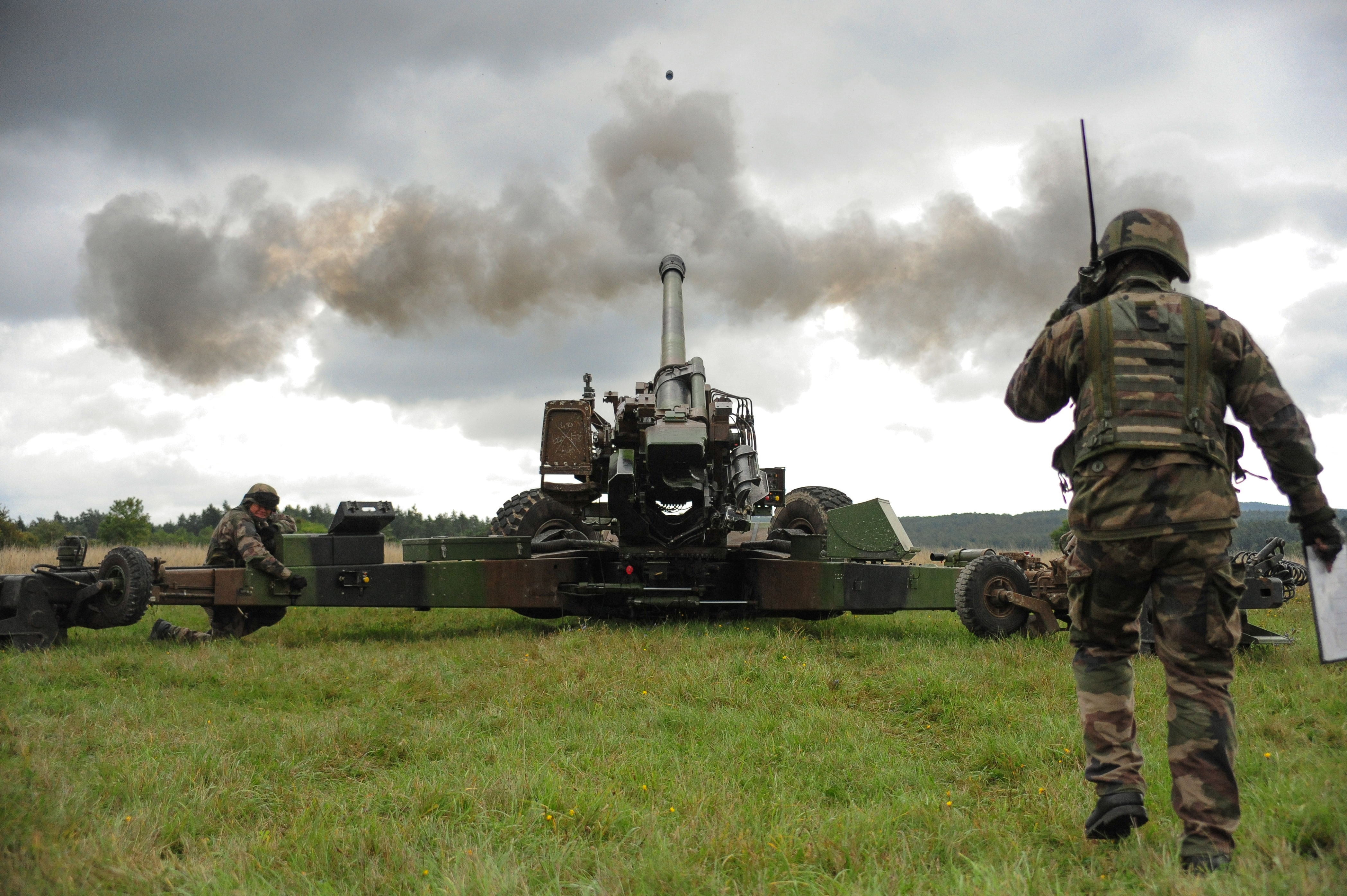
Vue de la culasse juste après le tir d'un obus en 2013. Il est à chargement manuel.

### Conception
Le canon TRF1 est dérivé de l'armement de l'automoteur AMX AuF1 par GIAT, dont une version tractée est présentée au salon de l'armement de Satory en 1979. Deux prototypes sont ensuite construits en 1980 et testés en 1981 et 1982. C'est l'Arsenal de Bourges qui assure les études et les expérimentations du TRF1[réf. nécessaire].
L'année 1989 voit le développement d'un canon de 52 calibres au lieu des 39 calibres initiaux, mais cela se révèle catastrophique, le développement d'un nouveau système de recul étant nécessaire à cette nouvelle configuration.

### Production
La production du TRF1 est assurée par l'Arsenal de Bourges, qui entreprend une série de six TRF1 de préproduction 1987, suivis entre 1989 et 1993 de la production en série d'un total de 145 TRF1. L'Arsenal de Tarbes construit l'affût sans le groupe auxiliaire de puissance qui est construit par l'Arsenal de Roanne[réf. nécessaire].

## Description

### Canon
Le TRF1 est un canon de calibre 155 mm de 39 calibres et d'une longueur de 6,02 mètres mis en service par huit hommes (un chef de pièce, un pointeur, un chargeur, deux pourvoyeurs, deux artificiers et un conducteur-tracteur de pièce). Sa mise en batterie dure environ deux minutes en raison de l'utilisation d'un générateur hydraulique alimenté par un groupe auxiliaire de puissance qui permet aux artilleurs de ne plus faire de manœuvres de forces.
Le chargement semi-automatique du canon est aussi assisté par le générateur hydraulique afin de permettre un tir de trois coups en 15 secondes et six coups en une minute. En tir continu pendant une heure, la cadence de tir baisse à deux coups par minute. La durée de vie du tube est estimée à 3 000 coups.
Le pointage du canon est assuré par un système hydraulique avec un champ de tir de 25° (445 mil) à gauche et de 37° (675 mil) à droite avec une hausse de -6° à +66°. Cela permet au TRF1 de faire des tirs directs en complément des tirs indirects usuels. 
Le TRF1 peut se déplacer de façon autonome à une vitesse de 8 km/h grâce à son train de roulement motorisé par le groupe auxiliaire de puissance.

### Véhicule tracteur

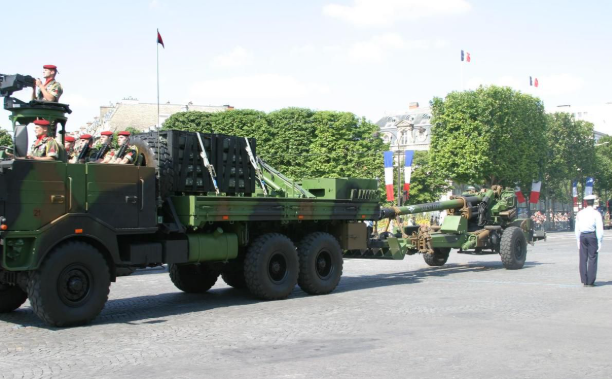
Un camion TRM 10000 tractant sa pièce d'artillerie TRF1 durant le défilé du 14 juillet

Le TRF1 est généralement tracté par un camion Renault TRM 10000 qui transporte 56 coups complets, dont 24 en casiers et dispose d'une mitrailleuse Browning M2 montée sur circulaire comme arme de bord. L'attelage du camion et du canon mesure 18,3 mètres de long et peut franchir des pentes de 60% ou des gués de 1,20 mètre de profondeur.

### Munitions et portées
Le TRF1 peut tirer toutes les munitions de calibre 155 mm et de 39 calibres dont :
- Obus explosif CrTA classique d'une portée de 24 km[1]. Il s'agit de la munition standard du TRF1[3].
- Obus M107 d'une portée de 18,5 km[3]
- Obus Extended Range, Full Bore (ERBF) d'une portée de 33 km[3]
- Obus HE modèle 56/59 d'une portée de 19,25 km[1]
- Obus éclairant (800 000 cd) (cd = candela)[1]
- Obus fumigène d'une portée de 21,3 km, pouvant être augmentée à 30,5 km avec des obus à propulsion additionnelle

### Versions[réf.nécessaire]
La version export du TRF1 se distinguerait de la version de l'armée de Terre par une chambre de tir au standard OTAN permettant une meilleure opérabilité avec les munitions américaines. Deux versions seraient proposées, avec un groupe auxiliaire de puissance soit diesel soit à essence[réf. nécessaire].

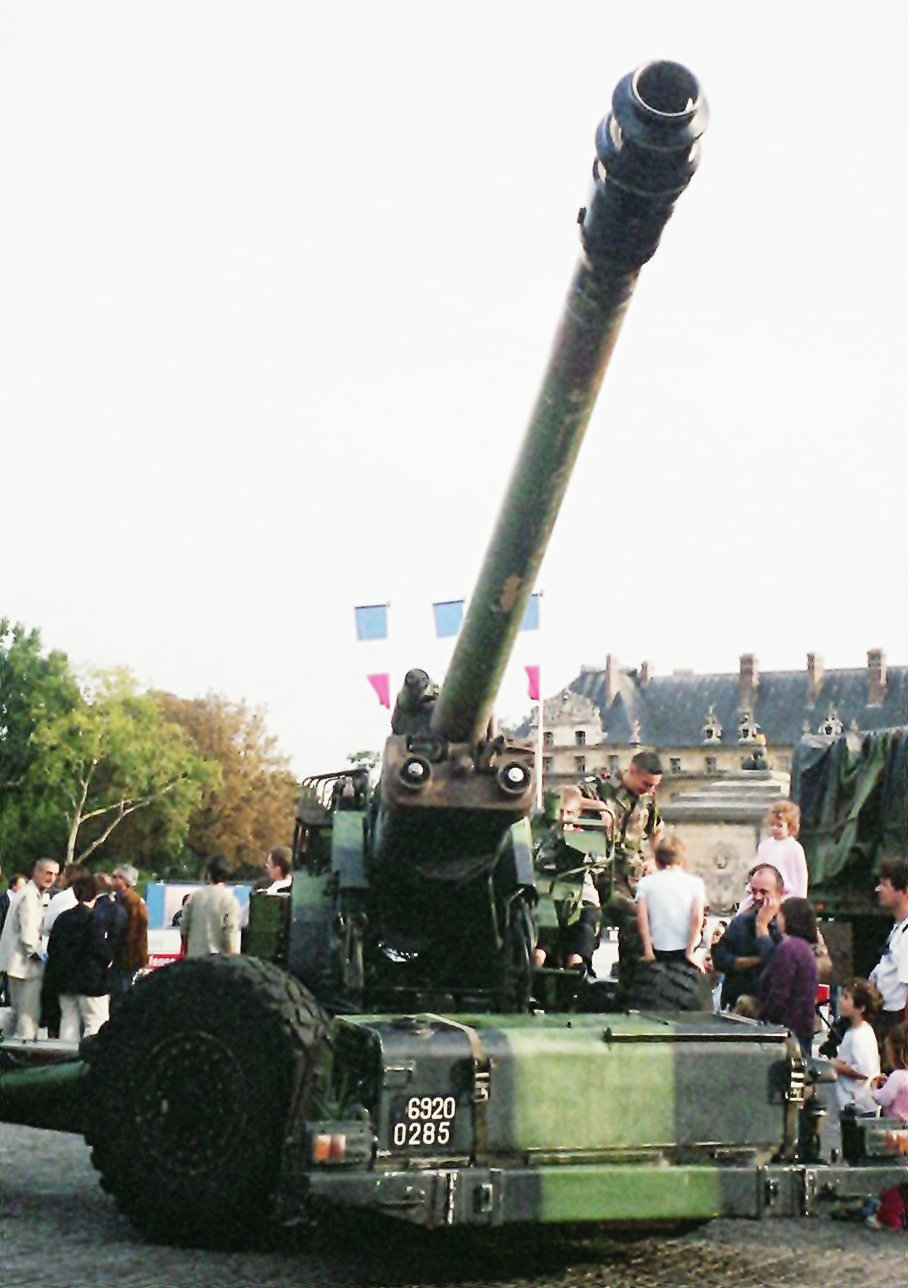
Canon TRF1 de calibre 155 mm exposé à Paris en 2005. Son immatriculation indique qu'il est rentré en service en 1992.

## Utilisateurs

### Utilisateurs actuels
Chypre
Garde nationale chypriote: 12 TRF1 sont livrés en 1990, ils sont tractés par des camions Steyr de 10 tonnes. Il s'agirait de TRF1 avec groupe auxiliaire de puissance à essence[réf. nécessaire].
 Sénégal
Armée de terre sénégalaise: 8 TRF1 de seconde main sont livrés par la France en 2011 avec des munitions et dix camions TRM 10000 fournis par Sofema tandis que les Eléments Français au Sénégal contribuent à la formation des artilleurs sénégalais. Une batterie d'artillerie équipée de quatre TRF1 est déployée en 2013 au Mali dans le cadre de la MISMA.
 Ukraine
Forces Armées ukrainiennes: 6 TRF1 de seconde main sont vendus par l'entreprise française S2M Equipement à la suite de l'invasion de l'Ukraine par la Russie. Leur livraison est annoncée en septembre 2022 et est constatée dès décembre 2022 dans une vidéo montrant un TRF1 tracté par un camion TRM 10000 également livré par la France,. Ils sont en service au sein de la 12e Brigade Spéciale "Azov".

### Anciens utilisateurs
Arabie saoudite
Garde nationale: 28 TRF1 sont livrés en 1990 et 1991.  Il s'agirait de TRF1 avec groupe auxiliaire de puissance diesel[réf. nécessaire].
 France

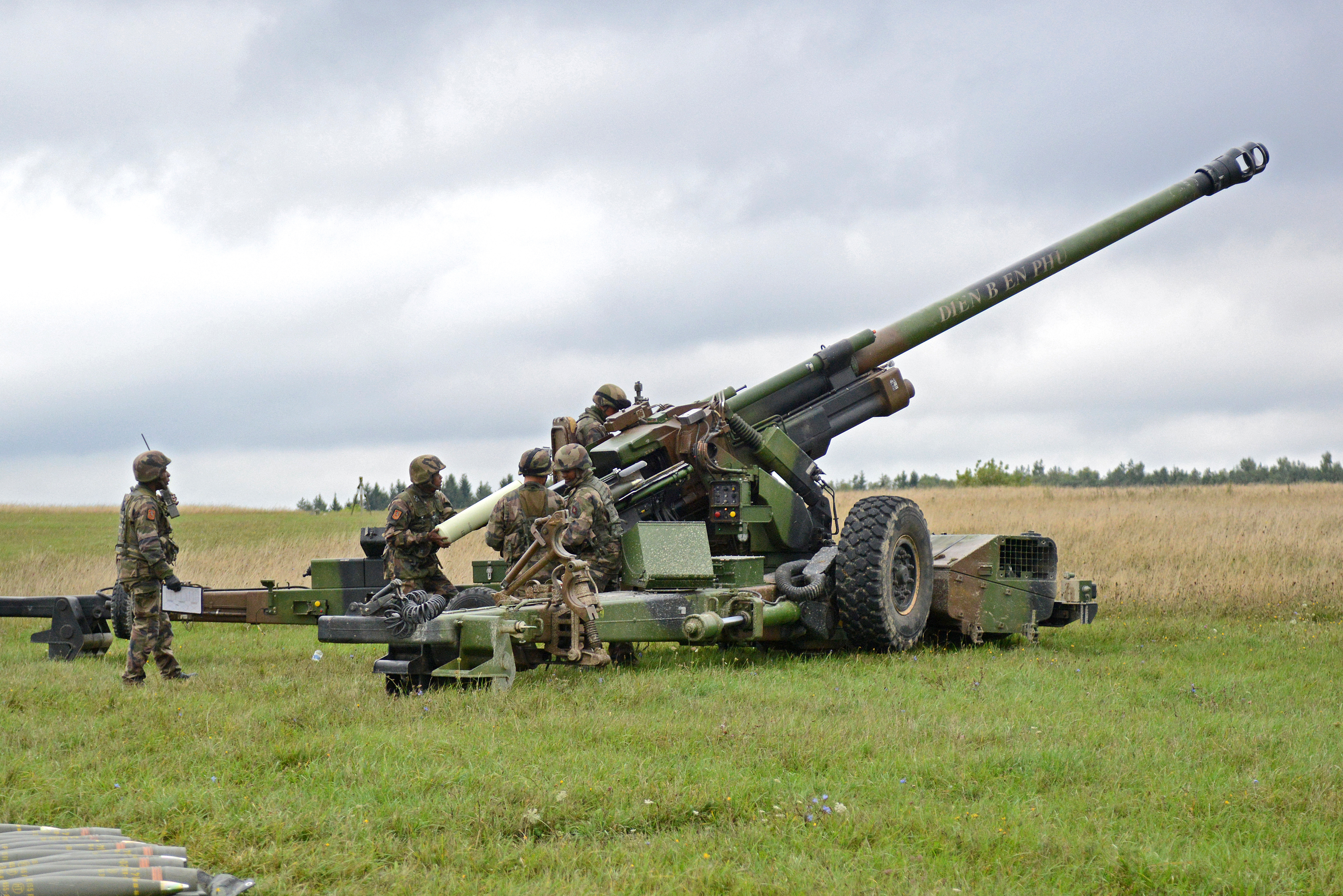
Un TRF1 du 3e régiment d'artillerie de marine lors d'un exercice de tir en Allemagne en 2013.

Armée de Terre: 106 TRF1 entrent en service dès 1989 au lieu des 180 initialement prévus avant la chute du Bloc de l'Est. Initialement équipés d'un groupe auxiliaire de puissance à essence, les TRF1 seront rénovés pour avoir tous un groupe auxiliaire de puissance diesel[réf. nécessaire].
Il ne reste que 12 TRF1 en service en 2016 et les derniers exemplaires sont retirés du service en avril 2022 en raison de leur remplacement par des automoteurs CAESAR.
| Régiment                               |
| -------------------------------------- |
| 3e Régiment d'Artillerie de Marine     |
| 5e Régiment Interarmes d'Outre-mer     |
| 11e Régiment d'Artillerie de Marine    |
| 93e Régiment d'Artillerie de Montagne  |
| 35e Régiment d'Artillerie Parachutiste |

## Engagements

### Guerre du Golfe
Lors de la guerre du Golfe, le 11e Régiment d'Artillerie de Marine met en service 18 TRF1 au sein de la Division Daguet avec trois batteries de chacune six canons.
Le régiment prend la mer le 21 décembre 1990 à bord du transbordeur l'Armorique pour débarquer le 30 décembre en Arabie saoudite. Le navire affronte une tempête en mer le 25 décembre qui manque de le faire chavirer et qui contraint l'équipage à souder les affûts de TRF1 au plancher du bateau,.
Le 23 février 1991, 60 obus de TRF1 détruisent un groupe d'Irakiens qui avaient auparavant détruit un drone de reconnaissance français MART. Au cours de l'invasion de l'Irak par la division Daguet, les TRF1 appuient la progression française du 24 et 25 février en bombardant notamment l'aérodrome d'As Salmane. Un total de 1640 obus est tiré en deux jours.

### Guerre en Ukraine
Lors de l'invasion de l'Ukraine par la Russie, les TRF1 ukrainiens sont employés au cours de la bataille de Bakhmout par la 12e Brigade Spéciale "Azov" qui apprécie leur grande précision, ce qui n'empêche pas la destruction d'au moins un TRF1.

## Culture populaire
- Dans le jeu vidéo Conflict of Nation : World War III, le TRF1 est l'artillerie tractée de niveau 3 de la doctrine européenne.